# Каннингем, Имоджен
И́моджен Каннингем (англ. Imogen Cunningham; 12 апреля 1883[…], Портленд — 23 июня 1976[…], Сан-Франциско, Калифорния) — американский фотограф, известна по фотографиям растений, обнажённой натуры и промышленности. Она также была одним из участников «группы f/64».

## Биография
Имоджен Каннингем родилась 12 апреля 1883 года в Портленде (Орегон, США). В возрасте 18 лет она приобрела свой первый фотоаппарат, однако вскоре потеряла к нему интерес и продала одному из друзей. В 1906 году, во время учёбы в Университете Вашингтона (Сиэтл), она познакомилась с работами Гертруды Кезебир и вновь заинтересовалась фотографией. Благодаря помощи преподавателя химии Хораса Байерса Каннингем быстро освоила принципы фотографии и начала подрабатывать, снимая растения для отдела ботаники.
После получения высшего образования в 1907 году Каннингем начала работать с Эдвардом Кёртисом в сиэтлской студии, познакомившись тем самым с портретной фотографией.
В 1909 году она получила возможность пройти стажировку за границей и, по совету преподавателя химии, отправилась в Дрезден (Германия), где преподавал профессор Роберт Лютер.
После приезда в Германию Каннингем была некоторое время слишком занята учёбой и почти не фотографировала. В мае 1910 года она закончила свою работу «О прямой проявке платиновой бумаги для коричневых тонов» (англ. About the Direct Development of Platinum Paper for Brown Tones), посвящённую способу увеличения скорости печати, повышению чистоты светлых тонов и создании сепии.
После возвращения в Сиэтл Каннингем открыла собственную фотостудию. В 1913 году она стала членом Бруклинской академии гуманитарных и точных наук. В 1914 её портреты были выставлены в Нью-Йорке на выставке Международной изобразительной фотографии, а её портфолио издано журналом Wilson’s Photographic Magazine.
В 1915 году Каннингем опубликовала серию фотографий обнажённой натуры. Хотя её работы получили положительные отзывы, она столкнулась и с массовым неодобрением подобных работ и по этой причине не возвращалась к ним в течение 55 лет.
В 1915—1920 годах Каннингем продолжала работу. В этот промежуток у неё также родилось трое детей (в 1915 году она вышла замуж за Роя Патриджа). В 1920 году она с семьей переехала в Сан-Франциско, где стала преподавателем в колледже Миллса. В этот период стиль её работ претерпел некоторые изменения. В 1923—1925 годах она увлеклась фотографированием растений, а позже — промышленных пейзажей.
В 1929 году Эдвард Уэстон номинировал 10 работ Каннингем на участие в выставке «Фото и Кино» в Штутгарте. В 1932 году Каннингем была одним из участников «Группы F/64» (англ. Group f/64). В 1934—1936 годах она также работала в Нью-Йорке для Vanity Fair.
В 1940-х годах Каннингем переключилась на уличную фотографию, продолжая одновременно заниматься коммерческой съёмкой. Она также получила работу преподавателя в Калифорнийской школе изобразительного искусства.
Имоджен Каннингем скончалась 24 июня 1976 года в Сан-Франциско в возрасте 93 лет.
В честь Имоджен Каннингем назван кратер на Меркурии.

## Издания
- Imogen Cunningham: Portraiture, 1997 ISBN 0-8212-2437-9
- Imogen Cunningham: On the Body, 1998 ISBN 0-8212-2438-7
- Imogen Cunningham 1883—1976, 2001 ISBN 3-8228-7182-6
- Imogen Cunningham: Flora, 2001 ISBN 0-8212-2731-9